# Andrenette Knight
Pour les articles homonymes, voir Knight.
Andrenette Knight (née le 19 novembre 1996 à Morant Bay) est une athlète jamaïcaine, spécialiste du 400 mètres haies.

## Biographie
Elle remporte le médaille d'argent du 4 × 400 m et du 4 × 400 m mixte lors des Championnats d'Amérique du Nord, d'Amérique centrale et des Caraïbes d'athlétisme 2022.
En juillet 2023, à Székesfehérvár, elle réalise la deuxième meilleure performance mondiale de l'année sur 400 m haies derrière la Néerlandaise Femke Bol en 53 s 26, son record personnel.

## Palmarès
| Date | Compétition           | Lieu     | Résultat | Épreuve         | Temps         |
| ---- | --------------------- | -------- | -------- | --------------- | ------------- |
| 2022 | Championnats NACAC    | Freeport | 2e       | 4 × 400 m       | 3 min 26 s 32 |
| 2022 | Championnats NACAC    | Freeport | 2e       | 4 × 400 m mixte | 3 min 14 s 08 |
| 2023 | Championnats du monde | Budapest | 8e       | 400 m haies     | 55 s 20       |

## Records
| Épreuve     | Temps   | Lieu           | Date            |
| ----------- | ------- | -------------- | --------------- |
| 400 m haies | 53 s 26 | Székesfehérvár | 18 juillet 2023 |